# 熊曇朗
熊曇朗（ゆう どんろう、生年不詳 - 560年）は、南朝梁から陳にかけての軍人。本貫は豫章郡南昌県。

## 経歴
豫章郡の豪族の生まれで、成長すると膂力にすぐれ、容貌は魁偉であった。侯景の乱が起こると、少年たちを集めて、豊城県に拠って柵を立てた。元帝により巴山郡太守に任じられた。江陵が陥落すると、曇朗は兵力を増強して、隣県を劫略した。
侯瑱が豫章に駐屯すると、曇朗は侯瑱に服従した。侯方児が侯瑱にそむくと、曇朗は侯方児に従って侯瑱を撃破した。蕭勃が嶺南から北上し、その部将の欧陽頠が前軍として豫章に進撃してきた。曇朗は欧陽頠とともに巴山におもむいて黄法𣰰を襲撃した。しかし曇朗はひそかに黄法𣰰に通じて、欧陽頠を騙し討った。また巴山の陳定が兵を率いて寨を立てると、曇朗は偽って娘を陳定の子と婚約させ、陳定をおびき出して捕らえた。
紹泰2年（556年）、曇朗は游騎将軍の号を受けた。まもなく持節・飆猛将軍・桂州刺史に任じられ、豊城県令を兼ねた。宜新郡太守・豫章郡太守を歴任した。永定2年（558年）、王琳が李孝欽・樊猛・余孝頃を派遣して臨川郡の周迪を攻撃すると、曇朗は部下を率いて周迪を救援した。功績により持節・通直散騎常侍・寧遠将軍の位を受け、永化県侯に封じられた。王琳と戦った功績により、平西将軍・開府儀同三司の位を受けた。周文育が豫章を出て余孝勱を討つと、曇朗は出撃して周文育と合流した。永定3年（559年）、王琳が部将の曹慶に2000人の兵を与えて余孝勱（余孝頃の弟）を救援させると、周文育は敗北して金口に退いた。そこで曇朗は周文育を殺害して、王琳に降った。周文育麾下の諸将を捕らえて、新淦県に拠り、贛水沿いに城を築いた。
王琳が東下すると、陳の文帝は南江の兵を召集し、江州刺史の周迪や高州刺史の黄法𣰰が水軍を率いて召集に応じようとしたが、曇朗は麾下の艦隊で贛水の交通を遮断した。そこで周迪や黄法𣰰らは南中の兵を率いて新淦の城を包囲し、曇朗と王琳の連係を断たせた。天嘉元年（560年）、王琳が梁山で敗れると、曇朗の一党の人心は離れた。周迪が新淦を攻め落とすと、曇朗は村中に逃げ込んだが、村民に斬られた。その首級は建康に送られ、朱雀観にさらされた。曇朗の一族はすべて捕らえられ、長幼の区別なくみな棄市された。

## 伝記資料
- 『陳書』巻35 列伝第29
- 『南史』巻80 列伝第70